# 赫连铎
赫連鐸（?—894年），晚唐军阀，代北吐谷浑部首领。和沙陀首领李克用素有仇怨，终于乾宁元年（894年）被李克用所杀。

## 家世、初战李克用
赫连铎的家世、生年均不详。开成年间，其父率种人三千帐归唐。投于丰州（治今内蒙古五原县南），后其部散居代北。唐懿宗年间，赫连铎已是吐谷浑一部落首领，并被唐朝任为阴山府都督。咸通九年（868年），唐军对徐州庞勋为首的桂林戍卒叛军作战时，赫连铎也参战了。他率部跟随羽林将军戴可师参与镇压，其势渐盛。
乾符五年（878年），沙陀首领李国昌与儿子李克用分别在振武军（治今内蒙古和林格尔县）和云州（治今山西大同）举事反对唐懿宗的儿子唐僖宗。十月，僖宗命赫连铎、昭义节度使李均、卢龙节度使李可举及其他吐谷浑首领如白義誠、薩葛首领米海萬进攻李国昌父子。冬季李国昌正与党项人作战未决时，赫连铎乘虚袭振武，尽取其赀械，俘虏其全族。李国昌狼狈率骑五百回云州，云州不纳，赫连铎遂取之。李克用辗转蔚、朔间，兵才三千，屯黄花城新城，赫连铎引万人围之，挖隧道攻打，李克用弟奉诚军使李克宁奉李克用及诸弟登城血战，赫连铎攻城三日，不克，损伤万计。李国昌从蔚州来救，赫连铎引去。赫连铎被拜为大同军使。六年（879年）五月，当李克用正亲自抵御李可举进攻时，留部将高文集守朔州。赫连铎说服高文集归顺朝廷新任的大同节度使李琢，高文集和沙陀首领李友金（李克用族父）及米海萬、安庆都督史敬存绑缚李克用令军使傅文达投降。李克用想回师朔州攻打高文集，被李可举所败。李琢和赫连铎又攻李国昌于蔚州，败之。李国昌、李克用被迫逃往阴山附近的達靼部。广明元年（880年）七月，赫连铎因此功被任为大同军部雲州刺史、大同军防御使，仍命其进兵讨李克用。中和元年（881年），赫连铎曾领振武军。

## 控制云州
赫连铎被任为大同军防御使后不久即贿赂达靼头领，要他们杀掉李国昌和李克用。李克用和达靼之间产生猜疑，本人也有所察觉，趁和达靼豪帅游猎之机箭射马鞭、树叶、悬针，表现自己的射术，打动了豪帅，又在和对方喝酒时说自己不会久留，消除了达靼的恐惧。二年（882年）四月，蔚州刺史苏祐会合赫连铎准备攻打代州，李克用却率骑兵五百抢先攻蔚州，赫连铎、李可举与振武节度使契苾璋与之交战，不能取胜。李克用克蔚州。苏祐屯美女谷，赫连铎与李可举众七万攻蔚州，营栅相连。李克用直捣其营，入蔚州，烧府库，弃城而去，屯雁门。
光启元年（885年）三月时，李克用因帮助唐朝击败黄巢农民军立下大功，已被任为河东节度使，李可举和成德节度使王镕害怕李克用及其盟友义武节度使王处存（与李可举、王镕相邻）的势力。李可举、王镕决定先消灭王处存，为免李克用来援，说服赫连铎攻打李克用。但赫连铎虽然败李克用将安元信于居庸关，却未能阻止李克用发兵救王处存，成德、卢龙军被击退。此战失败后，李可举被发起兵变的部将李全忠所败而自焚，李全忠自称卢龙留后。
文德元年（888年），昭义节度使孟方立督部将奚忠信率兵三万攻辽州，以金钱联合赫连铎。正逢契丹攻赫连铎，赫连铎军未能如期与昭义军会师，奚忠信被李克用大败，本人也被擒。
大顺元年（890年）二月，李克用大举进攻赫连铎，攻陷云州东城。赫连铎向李全忠之子和继任者李匡威求援，李匡威发兵三万来救。李克用部将邢洺团练使安金俊中箭阵亡，河东万胜军使申信投降赫连铎。卢龙军到来后，李克用被迫撤退。赫连铎屡引李匡威与河东争云州、代州，连年用兵。
由于李克用攻打赫连铎，四月，赫连铎与李匡威上表僖宗的弟弟和继任者唐昭宗，请求昭宗讨伐李克用，称李克用和先前因另立皇帝而伏诛的静难节度使朱玫同谋，并得到李克用的对头宣武军节度使朱全忠及宰相張濬、孔緯的赞同。五月，昭宗宣布讨伐李克用，以张濬为招讨。作为作战的一部分，李匡威和赫连铎作为正副北面招讨使从北面进攻李克用。他们最初取胜，九月，李匡威攻陷蔚州，赫连铎联合吐蕃和黠戛斯部落十万人攻打遮虜軍，杀军使刘胡子。但随后李克用屯浑河川，由养子李存孝败赫连铎于乐安，又派出由养子李存信、李嗣源率领的大军击败二人攻打雁门的三万蕃、汉兵，俘获李匡威的儿子武州刺史李仁宗和赫连铎的女婿，俘获、斩杀达数万人，迫使二人退兵。在李克用的压迫下，在主战场的张濬也崩溃了。眼看战败，昭宗只得恢复了李克用的一切官爵。
二年（891年）四月，李克用再攻云州，以骑将薛阿檀为前锋，设伏于河上。赫连铎以精骑追薛阿檀，到河，伏兵发，赫连铎大败，将贾塞儿被擒，李克用遂围云州，挖堑，分兵出井陉，屯常山，大掠深、赵。趁李匡威正救王镕，李克用急攻赫连铎，七月，赫连铎缺粮，只得弃城逃遁，先投靠吐谷浑部落，再逃到卢龙军部幽州。李克用驻兵云州。

## 敗亡
景福元年（892年）八月，赫連鐸、李匡威率軍八萬反攻天成軍，想覆奪雲州。李克用正北巡到天寧軍，派部將李君慶從太原發兵，李克用親自奇襲赫連鐸、李匡威，擒獲吐谷渾巡邏騎兵三百余人。不久，李君慶兵到，李克用入雲州，再敗赫連鐸、李匡威，二人只得逃跑。
率領義兒軍的李克用養子李存審，跟隨李克用討伐赫連鐸時，冒刃死戰，一度血流滿袖。
乾寧元年（894年）六月，李克用再攻吐谷渾於新城，在雲州殺赫連鐸，俘白義誠，就此終結了吐谷渾人的抵抗。余部散处蔚州（治今山西灵丘县）界中。